# Wanasari (Surade)
Wanasari is een bestuurslaag in het regentschap Sukabumi van de provincie West-Java, Indonesië. Wanasari telt 4110 inwoners (volkstelling 2010).